# Garnitzenklamm
Koordinaten: 46° 35′ 36″ N, 13° 20′ 54″ O

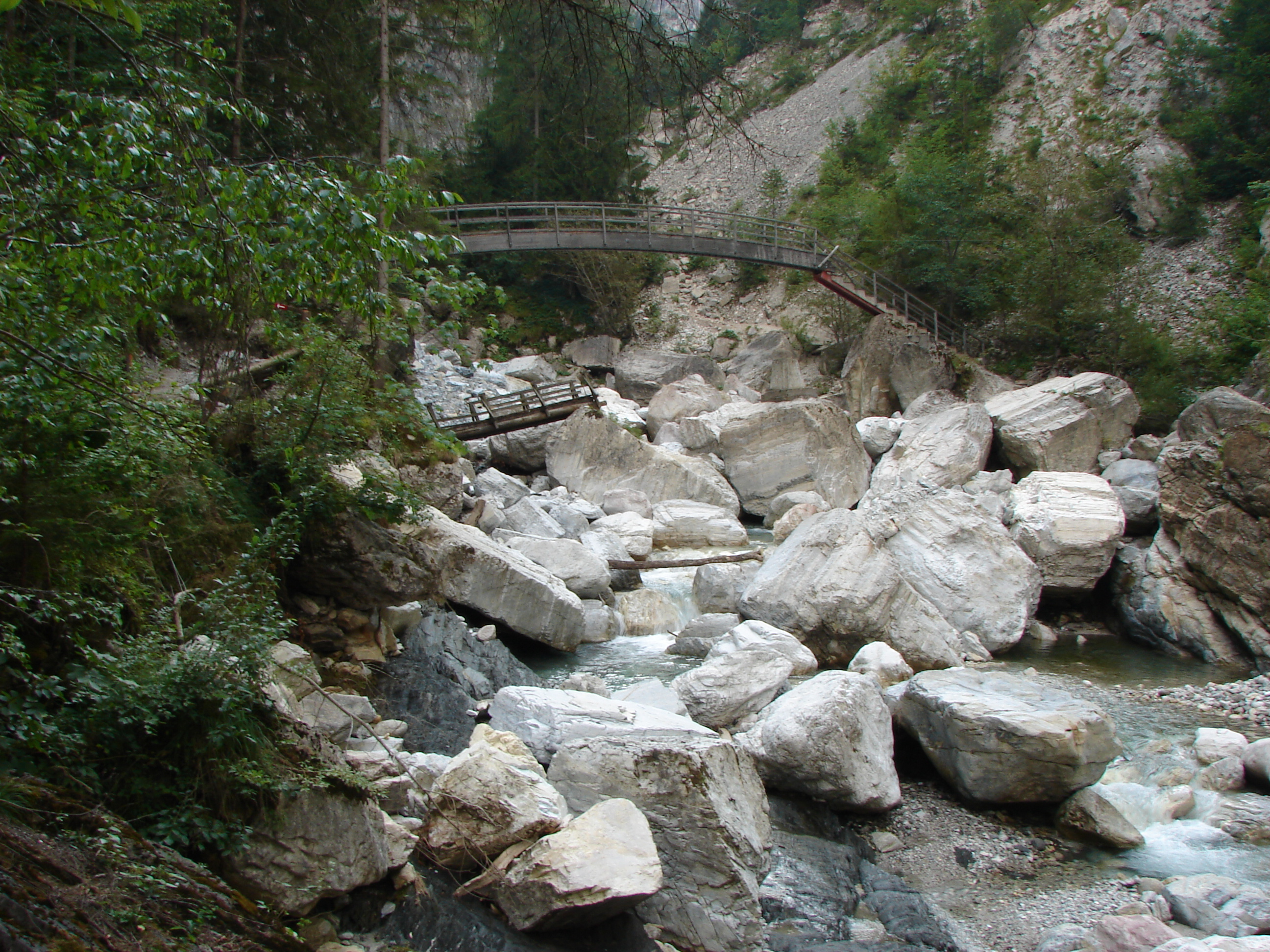
Brücke im unteren Teil der Klamm

Die Garnitzenklamm ist eine enge Schlucht (Klamm) im Gailtal bei Möderndorf in Kärnten (2 km von Hermagor entfernt). Sie wurde im Laufe der Jahrhunderte vom Garnitzenbach, welcher am Gartnerkofel entspringt, geprägt. 

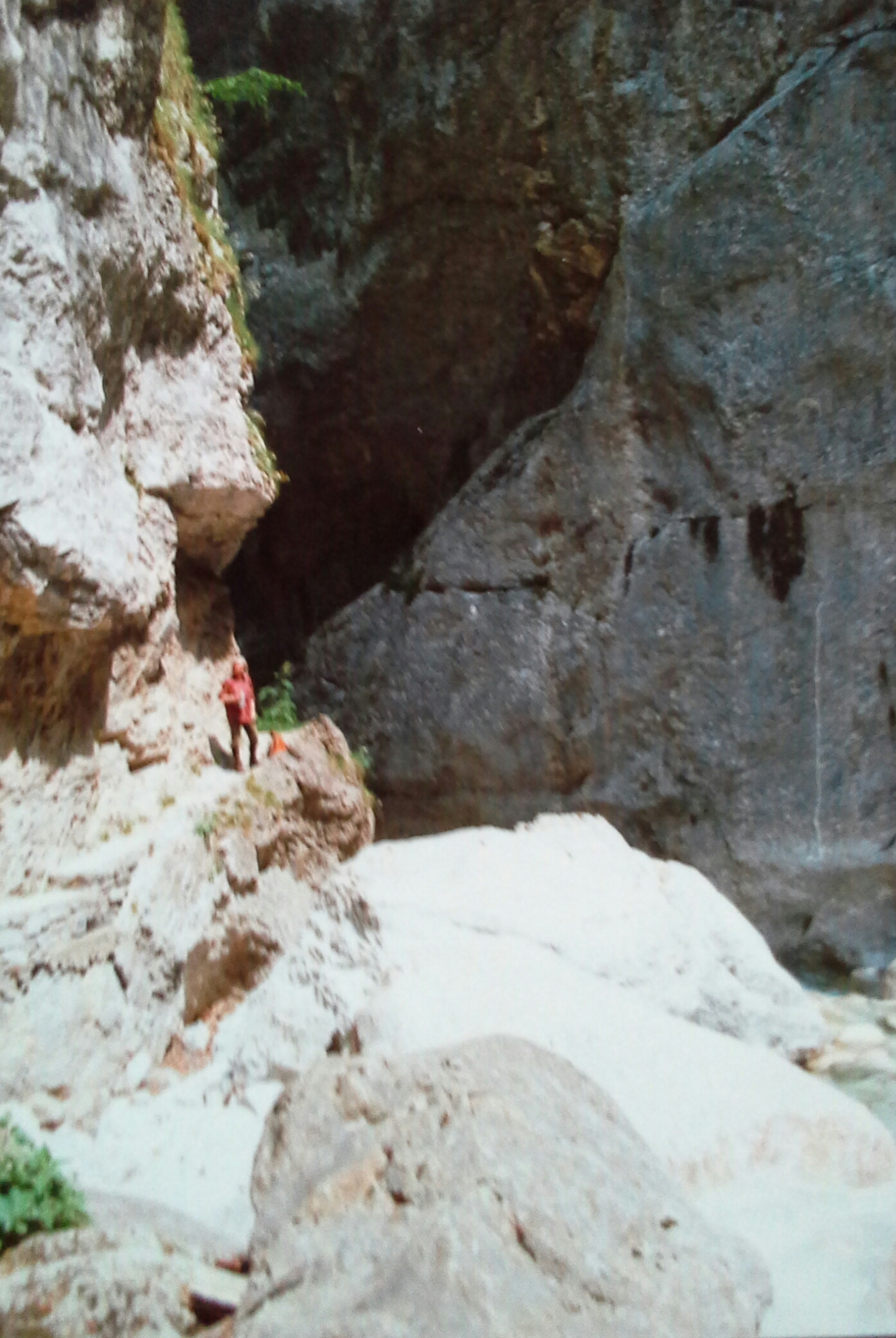
In der Garnitzenklamm

Die Garnitzenklamm ist in vier Abschnitte unterteilt. Abschnitt 1 und 2 sind eher leicht, 3 und 4 etwas schwieriger zu begehen. Man geht auf einem zum größten Teil mehr oder weniger breiten Steig entlang einer Felswand und folgt dem Garnitzenbach aufwärts.